# Патриарх-Евтимово
Патриарх-Евтимово (болг. Патриарх Евтимово) — село в Болгарии. Находится в Пловдивской области, входит в общину Асеновград. Население составляет 538 человек.

## Политическая ситуация
В местном кметстве Патриарх-Евтимово, в состав которого входит Патриарх-Евтимово, должность кмета (старосты) исполняет Георги  Цветанов Банев (независимый) по результатам выборов правления кметства.
Кмет (мэр) общины Асеновград — Христо Грудев Грудев (коалиция партий: Граждане за европейское развитие Болгарии (ГЕРБ), ВМРО — Болгарское национальное движение) по результатам выборов в правление общины.